# Peter Chernin
Peter Chernin est un producteur de télévision et de cinéma américain né le 29 mai 1951 à Harrison. 

## Filmographie sélective

### À la télévision
- 2011 : Terra Nova
- 2011-2011 : Breakout Kings
- 2011-2013 : New Girl
- 2012-2013 : Ben and Kate
- 2012-2013 : Touch
- 2025 : Chief of War

### Au cinéma
- 2011 : La Planète des singes : Les Origines (Rise of the Planet of the Apes) de Rupert Wyatt
- 2013 : Oblivion de Joseph Kosinski
- 2013 : Les Flingueuses (The Heat) de Paul Feig
- 2014 : Quand vient la nuit (The Drop) de Michaël R. Roskam
- 2014 : La Planète des singes : L'Affrontement (Dawn of the Planet of the Apes) de Matt Reeves
- 2014 : Exodus: Gods and Kings de Ridley Scott
- 2016 : Miss Peregrine et les Enfants particuliers (Miss Peregrine's Home for Peculiar Children) de Tim Burton
- 2017 : Les Figures de l'ombre (Hidden Figures) de Theodore Melfi
- 2017 : Larguées (Snatched) de Jonathan Levine
- 2017 : La Planète des singes : Suprématie (War for the Planet of the Apes) de Matt Reeves
- 2017 : La Montagne entre nous (The Mountain Between Us) d'Hany Abu-Assad
- 2019 : Le Mans 66 (Ford v. Ferrari) de James Mangold
- 2020 : Underwater de William Eubank
- 2021 : Fear Street, partie 1 : 1994 (Fear Street Part 1: 1994) de Leigh Janiak
- 2021 : Fear Street, partie 2 : 1978 (Fear Street Part 2: 1978) de Leigh Janiak
- 2021 : Fear Street, partie 3 : 1666 (Fear Street Part 3: 1666) de Leigh Janiak
- 2023 : Luther : Soleil déchu (Luther: The Fallen Sun) de Jamie Payne
- 2024 : La Planète des singes : Le Nouveau Royaume (Kingdom of the Planet of the Apes)  de Wes Ball
- 2025 : Back in Action de Seth Gordon
- prochainement : Fear Street: Prom Queen de Matt Palmer